# 서지영 (정치인)
서지영(徐知英, 1975년 2월 18일~)은 대한민국의 정치인이다. 제22대 국회의원이다. 제22대 국회의원 선거를 앞두고 국민의힘 소속으로 동래구 선거구에 출마를 선언했으며 공천에서 승리하면서 본선에 진출했다. 본 선거에서 54.26%의 득표율을 기록하면서 제22대 국회의원으로 당선되었다.

## 학력
- ~1988 내성국민학교 졸업
- ~1991 학산여자중학교 졸업
- ~1994 대명여자고등학교 졸업
- ~2002 이화여자대학교 사회학과 학사
- ~2013 연세대학교 행정대학원 공공정책 석사

## 경력
- 한나라당 공채 7기 사무처 당직자
- 여의도연구원 연구위원
- 2010. 5.~2010. 7. 교육과학기술부 장관 정책보좌관
- 국회의장 정무조정비서관
- 대통령비서실 국정기획수석실 행정관
- 2016. 5.~2016. 12. 새누리당 김광림 정책위원회 의장실 보좌역
- 2017. 9.~2018. 9. 자유한국당 여성국장
- 2018. 9.~2018. 12. 자유한국당 교육위원회 수석전문위원
- 2019. 12.~2021. 12. 자유한국당 나경원 원내대표 보좌역
- 2019. 12.~2020. 5. 자유한국당→미래통합당 심재철 원내대표 보좌역
- 2020. 7.~2020. 9. 국민의힘 공보실장
- 2020. 9.~2022. 12. 국민의힘 홍보국장
- 2024. 2.~2024. 3. 국민의힘 중앙당 총무국장
- 2024. 3.~2024. 4. 제22대 국회의원 선거 국민의힘 부산광역시당 선거대책위원회 수석대변인 겸 홍보유세지원본부장
- 2024. 4. 10. 대한민국 제22대 국회의원 선거 당선(부산 동래구, 국민의힘, 초선)
- 2024. 5.~ 국민의힘 부산광역시당 동래구 당원협의회 위원장
- 2024. 5.~2024. 8. 국민의힘 전략기획부총장
- 2024. 6.~2024. 7. 국민의힘 정책위원회 산하 시급한 민생 현안 해결을 위한 교육개혁특별위원회 위원
- 2024. 6.~2024. 7. 국민의힘 정책위원회 산하 시급한 민생 현안 해결을 위한 문화체육관광특별위원회 위원
- 2024. 8.~2024. 12. 국민의힘 원내부대표
- 2024. 9.~ 2024. 9. 2024년 하반기 재보궐선거 국민의힘 부산광역시당 부산광역시 금정구청장 보궐선거 공천관리위원회 부위원장
- 2024. 9.~2025 .6. 국민의힘 딥페이크 성범죄 대응을 위한 특별위원회 위원
- 2024. 9.~2024. 10. 2024년 하반기 재보궐선거 국민의힘 부산광역시당 부산광역시 금정구청장 보궐선거 선거대책위원회 홍보미디어SNS본부장
- 2024. 12.~2024. 12. 국민의힘 비상계엄 사태 이후의 정국 수습 방안과 윤석열 대통령의 질서 있는 퇴진 방안을 마련하기 위한 정국 안정화 태스크포스 위원
- 2024. 12.~2025. 6 국민의힘 원내대변인
- 2025. 1.~2025. 2. 2025년 재보궐선거 국민의힘 공천관리위원회 위원
- 2025. 4.~2025. 5. 제21대 대통령 선거 국민의힘 선거준비위원회 위원
- 2025. 5.~2025. 6.: 제21대 대통령 선거 국민의힘 김문수 대통령 후보 부산 선거대책위원회 홍보총괄본부장
- 2025. 5.~2025. 6: 제21대 대통령 선거 국민의힘 김문수 대통령 후보 홍보본부 홍보기획단장
- 2025. 5.~2025. 6: 제21대 대통령 선거 국민의힘 김문수 대통령 후보 전략기획위원회 공동본부장
- 2025. 7.~2025. 8. 국민의힘 조직부총장
- 2025. 7.~2025. 8. 국민의힘 당대표 및 최고위원 선출을 위한 중앙당 선거관리위원회 위원

### 의정활동
- 2024. 5.~ 제22대 국회의원(부산 동래구, 국민의힘, 초선)
  - 2024. 6.~ 제22대 국회 전반기 교육위원회 위원
    - 제22대 국회 전반기 교육위원회 법안심사소위원회 위원
    - 제22대 국회 전반기 교육위원회 청원심사소위원회 위원
    - 제22대 국회 전반기 교육위원회 의학교육소위원회 위원

  - 국회 글로벌외교안보포럼 구성의원
  - 국회인구전략포럼 2.0 연구책임의원
  - 2024. 7.~: 제22대 국회 전반기 예산결산특별위원회 위원
  - 2024. 12.~2025. 7. 제22대 국회 전반기 국회운영위원회 위원
    - 제22대 국회 전반기 국회운영위원회 예산결산심사소위원회 위원

## 역대 선거 결과
| 실시년도 | 선거   | 대수 | 직책     | 선거구      | 정당     | 득표수   | 득표율          | 순위 | 당락 | 비고 |
| -------- | ------ | ---- | -------- | ----------- | -------- | -------- | --------------- | ---- | ---- | ---- |
| 2024년   | 총선   | 22대 | 국회의원 | 부산 동래구 | 국민의힘 | 85,313표 | \| \| 54.26% \| | 1위  |      | 초선 |
|          | 54.26% |      |          |             |          |          |                 |      |      |      |

## 소속 정당
| 소속 정당 | 소속 정당  | 소속 기간 | 비고      |
| --------- | ---------- | --------- | --------- |
|           | 한나라당   | 2001~2012 | 정계 입문 |
|           | 새누리당   | 2012~2017 | 당명 변경 |
|           | 자유한국당 | 2017~2020 | 당명 변경 |
|           | 미래통합당 | 2020      | 합당      |
|           | 국민의힘   | 2020~현재 | 당명 변경 |

## 같이 보기
- 동래구 (2000년 선거구)
- 부산 동래구의 국회의원